# Soumračník čárkovaný
Soumračník čárkovaný (Hesperia comma, Linnaeus, 1758) je menší druh motýla, čeledi soumračníkovitých. Jeho přední křídlo dorůstá délky 13 – 16 mm. Typickým poznávacím znakem jsou bílé skvrny na spodní straně křídel, kterým také vděčí za svoje jméno.

## Výskyt
Soumračník čárkovaný je rozšířený v holoarktické oblasti, od severní Afriky přes celou Evropu až po východní Asii a severní Ameriku. Jeho výskyt je úzce vázaný na pastviny a stepi s nízkou a řídkou vegetací.

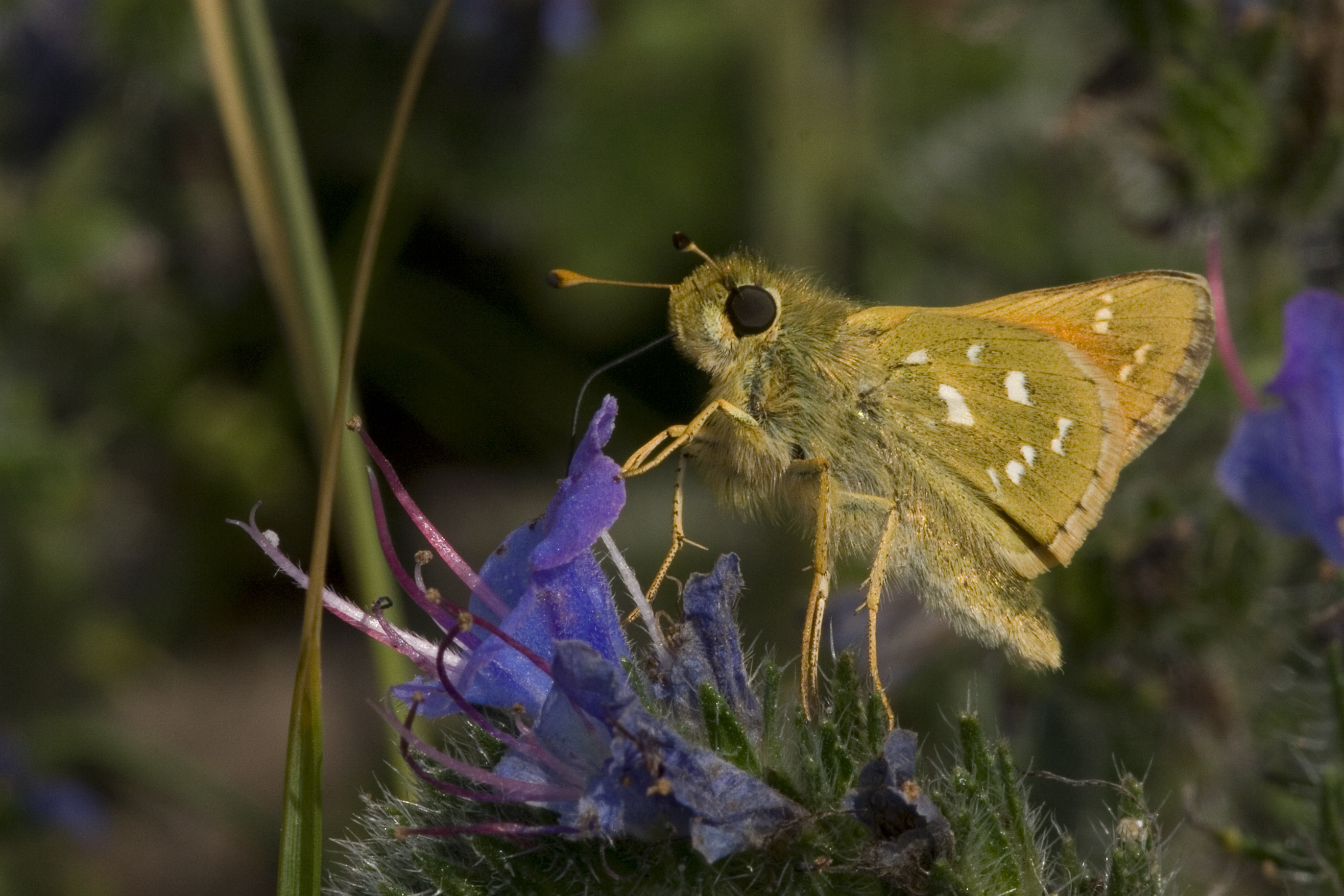
Soumračník čárkovaný

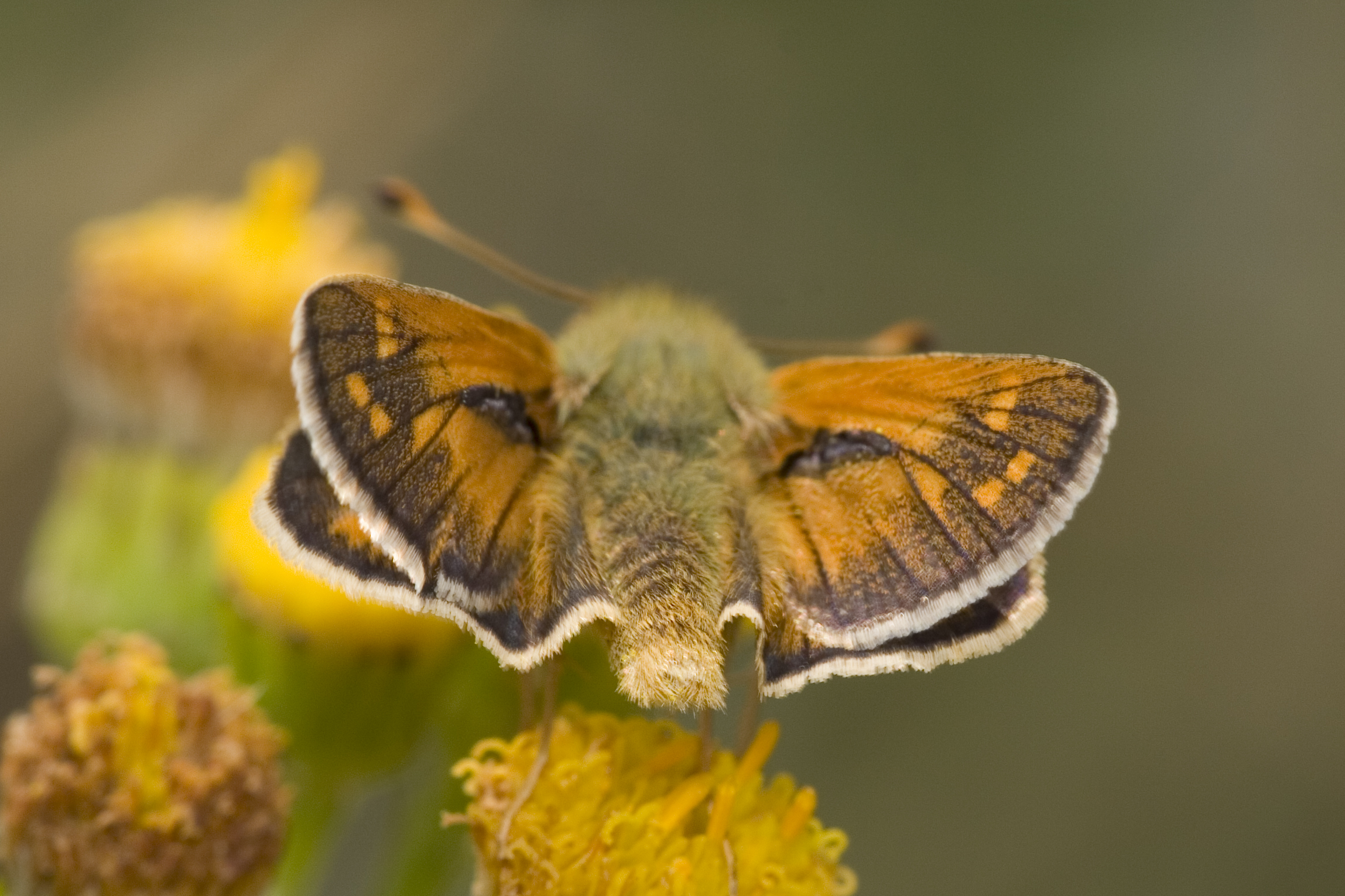
Soumračník čárkovaný

## Vývoj
Živnou rostlinou housenek soumračníka čárkovaného je kostřava ovčí (Festuca ovina). Samice klade nápadná bledá vajíčka jednotlivě do chomáčků živné rostliny, často velice blízko holé zemi, kde přezimují. Larva se líhne na jaře, z několika listů upřede stan a v něm pak roste, zatímco se krmí listy živné rostliny v okolí. Kuklí se do volného zámotku v travnatém trsu, opět těsně nad zemí. Motýl je jednogenerační.

## Chování
Zvláštním znakem soumračníka čárkovaného je jeho páření: Samci vyčkávají a prudce startují za každým motýlem. Pokud zjistí, že se jedná o samici, přinutí ji zvláštním způsobem letu usednout a kopulovat. Charakteristické je taky kladení vajíček. Samice usedne na holou zem, často do okolí králičích nor nebo do zvířecích stop, prozkoumá nejbližší okolí tohoto místa a najde-li po jeho obvodu živnou rostlinu, začne klást.

## Ochrana a ohrožení
Oproti uplynulým letům, kdy byl považován za jednoho z nejhojnějších soumračníků, zaznamenal jistý úbytek, zejména v Čechách. V současnosti je tedy v ohrožení a jeho návrat do krajiny závisí na rozšíření extenzivní pastvy na jeho typických biotopech.